# Calceolaria nitida
Calceolaria nitida är en toffelblomsväxtart som beskrevs av Luigi Aloysius Colla. Calceolaria nitida ingår i släktet toffelblommor, och familjen toffelblomsväxter. Inga underarter finns listade i Catalogue of Life.